# Gnophos crossi
Gnophos crossi är en fjärilsart som beskrevs av Thierry-mieg 1910. Gnophos crossi ingår i släktet Gnophos och familjen mätare. Inga underarter finns listade i Catalogue of Life.